# Kurvenscheibe

Animiertes Funktionsprinzip einer Kurvenscheibe

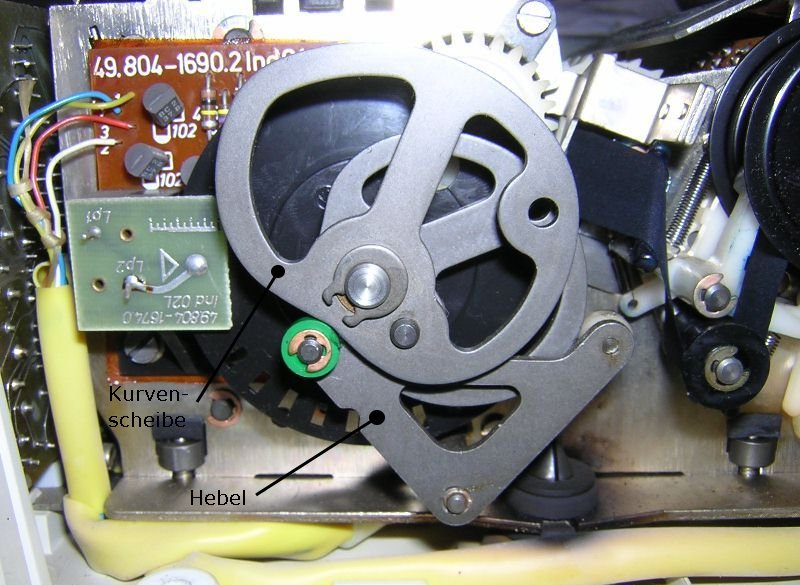
Kurvenscheiben am Druckwerk einer Tischrechenmaschine

Eine Kurvenscheibe (engl. cam) ist ein Maschinenelement zum Steuern von ungleichförmigen Bewegungsabläufen auf rein mechanischer Basis. Die funktionale Einheit aus Kurvenscheibe und Hebel wird auch Kurvengetriebe genannt. Sie ist in erster Linie Bestandteil von Automaten. Die Kurvenscheibe besteht meist aus einer ebenen Scheibe mit ungleichförmigem Rand und wird in eine gleichmäßige Drehung versetzt. Über einen federbelasteten Hebel wird die aus der Drehung der Scheibe resultierende Bewegung von ihrem Rand abgegriffen und zum Steuern technischer Abläufe wie beispielsweise von Schaltvorgängen verwendet. Statt einer Feder kann auch wie im nebenstehenden Bild eine zweite Steuerscheibe oder eine Scheibe mit Nut dazu genutzt werden, die Führungsrolle an der Kurvenscheibe zu halten. 
Anwendung findet die Kurvenscheibe im Werkzeugmaschinen- und Textilmaschinenbau und in abgewandelter Form als Nocken auf der Nockenwelle im Verbrennungsmotor. Eine Spezialform dieses Maschinenelementes ist das Malteserkreuzgetriebe.

## Vorteile
- Im Gegensatz zu Koppelgetrieben kann die Funktionsbeziehung zwischen Eingangs- und Ausgangsbewegung genau den Wünschen entsprechend angepasst werden.
- Es lassen sich nahezu alle (stetigen und differenzierbaren) Kurvengeometrien realisieren. Man kann also komplexe Funktionen, wie sie aus Messwerten resultieren können, realisieren.
- kostengünstig
- auf Grund des einfachen Aufbaus sehr zuverlässig

## Nachteile
- Aufgrund des nur linienförmigen Kontaktes ist die Kraftübertragung begrenzt.
- Bei hohen Drehzahlen kann es zum Abheben des Kontakthebels kommen, wenn die Federkräfte nicht dafür ausreichen, die notwendigen Beschleunigungen zu realisieren. Dieses Problem wird durch die Verwendung von geschlossenen Kurvenscheiben behoben. Dabei läuft die Kontaktrolle statt auf einer Außenkontur in einer eingefrästen Bahn und ist beidseitig geführt.
- Kurvenscheiben lassen sich nicht umprogrammieren und haben dadurch nur ein begrenztes Anwendungsgebiet. Im heutigen Maschinenbau werden sie zunehmend durch elektrische Steuerungen ersetzt. Elektronische Systeme lassen sich damit auch deutlich besser optimieren.